# Vojtovce
Vojtovce é um município da Eslováquia, situado no distrito de Stropkov, na região de Prešov. Tem 4,92 km² de área e sua população em 2018 foi estimada em 102 habitantes.

## Demografia
| Ano:        | 1994 | 2004   | 2014    | 2024   |
| ----------- | ---- | ------ | ------- | ------ |
| Broj ljudi: | 130  | 121    | 107     | 102    |
| Razlika:    |      | -6,92% | -11,57% | -4,67% |

| Ano:               | 2023 | 2024   |
| ------------------ | ---- | ------ |
| Número de pessoas: | 101  | 102    |
| Diferença:         |      | +0,99% |